# Deutsche Fechtmeisterschaften 1973
Bei den Deutschen Fechtmeisterschaften 1973 wurden Einzel- und Mannschaftswettbewerbe in den Disziplinen Herrendegen, Herrensäbel und Herrenflorett ausgetragen. Bei den Damen wurde nur Florett gefochten. Die Meisterschaften wurden vom Deutschen Fechter-Bund organisiert.

## Herren

### Florett (Einzel)
| Platz | Sportler        | Verein                |
| ----- | --------------- | --------------------- |
| 1     | Matthias Behr   | FC Tauberbischofsheim |
| 2     | Harald Hein     | FC Tauberbischofsheim |
| 3     | Jochen Reichert | OFC Bonn              |

### Florett (Mannschaft)
| Platz | Verein                  | Sportler                                                             |
| ----- | ----------------------- | -------------------------------------------------------------------- |
| 1     | FC Tauberbischofsheim   | Elmar Beierstettel Harald Hein Thomas Bach Matthias Behr Jürgen Hehn |
| 2     | OFC Bonn                |                                                                      |
| 3     | Königsbacher SC Koblenz |                                                                      |

### Degen (Einzel)
| Platz | Sportler        | Verein                |
| ----- | --------------- | --------------------- |
| 1     | Alexander Pusch | FC Tauberbischofsheim |
| 2     | Volker Fischer  | München               |
| 3     | Jürgen Hehn     | FC Tauberbischofsheim |

### Degen (Mannschaft)
| Platz | Verein                | Sportler                                                               |
| ----- | --------------------- | ---------------------------------------------------------------------- |
| 1     | FC Tauberbischofsheim | Elmar Beierstettel Harald Hein Jürgen Hehn Reinhold Behr Matthias Behr |
| 2     | Heidenheimer SB       |                                                                        |
| 3     | USC Düsseldorf        |                                                                        |

### Säbel (Einzel)
| Platz | Sportler        | Verein                  |
| ----- | --------------- | ----------------------- |
| 1     | Knut Höhne      | Königsbacher SC Koblenz |
| 2     | Dieter Wellmann | OFC Bonn                |
| 3     | Volker Duschner | Königsbacher SC Koblenz |

### Säbel (Mannschaft)
| Platz | Verein                  | Sportler |
| ----- | ----------------------- | -------- |
| 1     | OFC Bonn                |          |
| 2     | Königsbacher SC Koblenz |          |
| 3     | TSV Bayer Dormagen      |          |

## Damen

### Florett (Einzel)
| Platz | Sportler      | Verein                |
| ----- | ------------- | --------------------- |
| 1     | Ingrid Koch   | Kölner FK             |
| 2     | Christel Röhm | Kölner FK             |
| 3     | Karin Rutz    | FC Tauberbischofsheim |

### Florett (Mannschaft)
| Platz | Verein                  | Sportler                                                                      |
| ----- | ----------------------- | ----------------------------------------------------------------------------- |
| 1     | FC Tauberbischofsheim   | Karin Rutz-Gießelmann Elfriede Villing Gudrun Lotter Carmen Beck Monika Rieck |
| 2     | Königsbacher SC Koblenz |                                                                               |
| 3     | Kölner FK               |                                                                               |